# Орден Единства
Орден Единства (фр. Orde van de Unie) — рыцарский орден, учреждённый в 1806 году королём Голландии Людовиком Бонапартом, младшим братом Наполеона I. Орден был упразднён в 1811 году, когда Французская империя поглотила Голландское королевство. На смену ему пришёл орден Воссоединения.

## История
Людовик стал королём нового Голландского королевства 6 июня 1806 года. Как и другие Бонапарты, он хотел добавить своему правлению блеска и роскоши рыцарства. До 1806 года Нидерланды всегда были республикой и поэтому не имели системы орденов, поэтому 24 августа 1806 года Людовик писал Наполеону (тогда в Аахене):

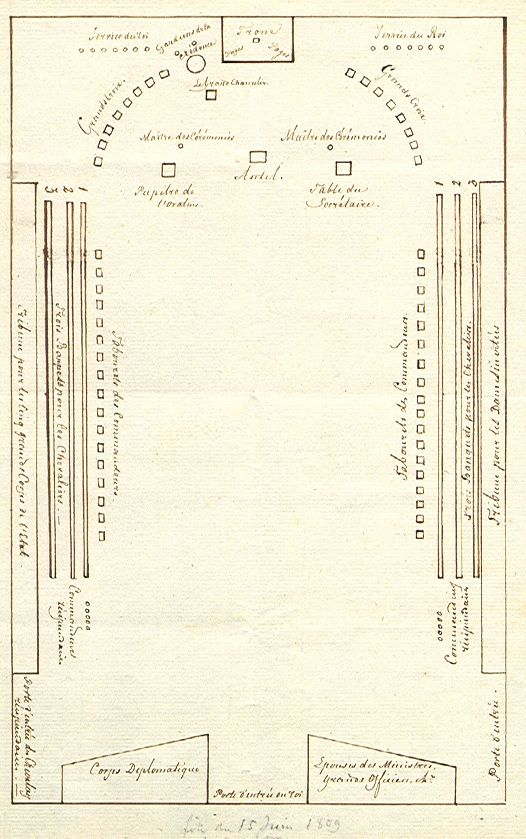
План третьего собрании Королевского ордена Союза в июне 1809 года

Я хочу сформировать орден Союза. Это было бы великим делом. Прошу Ваше Величество одобрить мой эскиз, который я имел вольность адресовать вам. Я был бы польщён. Девиз вокруг орден переводится как «Единство — наша сила».

## Варианты

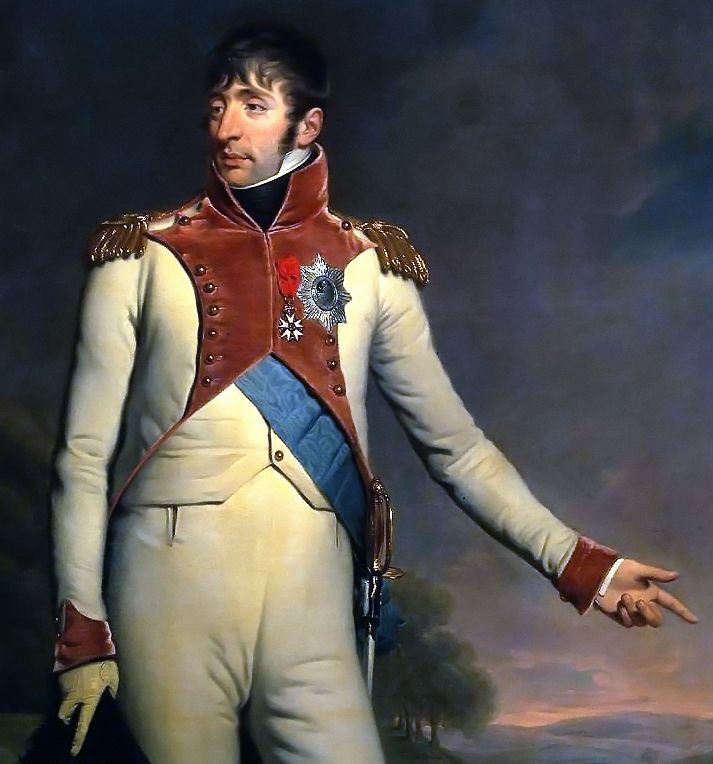
Луи-Наполеон со звездой и большим поясом ордена

Людовик Наполеон, несмотря на короткую продолжительность своего правления, был очень активен, и создал шесть вариантов ордена. Хотя все они имели более или менее одинаковую форму, правила и украшения, а разные названия были для более или менее одного и того же ордена. Его варианты:
- Орден Единства (12 декабря 1806 — 13 февраля 1807 года)
- Королевский орден «За заслуги» (12 декабря 1806 — 13 февраля 1807 года)
- Королевский орден Голландии (13 февраля 1807 — 23 ноября 1807 года)
- Королевский орден Единства (23 ноября 1807 — 6 февраля 1808 года)
- Королевский орден Единства Голландии (назван так в указе от 6 февраля 1808 года)
- Королевский орден Единства (6 февраля 1808 — 1 апреля 1811 года)

Орден Единенства (1806–1807) и королевский орден «За заслуги» (1806–1807) объединились в королевский орден Голландии (1807). Этот новый орден позже стал королевским орденом Единства (1807–1808 года), также известный как королевский орден Единства Голландии (1808 года) и, наконец, королевским орденом Единства (1808 года).
Хаотичная история ордена привела некоторых исследований к выводу, что Королевский орден Голландии распался в 1807 году. Другие авторы, такие как Шутте, Ван Зельм ван Элдик и Джордж Сандерс, подчёркивают его преемственность и пишут, что прекратил совоё существование одновременно с Голландским королевством. Преемственность отражена в письме или циркуляре на французском языке, в котором великий канцлер Маартен ван дер Гус ван Дирксланд утверждает, что все эти ордена фактически составляли один, и что «рыцари королевского ордена Голландии также могут носить звание рыцарей Единства».

## Награждены
- Адипати Соэро Адинегоро[англ.] — китайско-яванский дворянин и правительственный чиновник, назначенный рыцарем в 1808 году.[2][3]
- Адриан Питер Твент ван Раафорст[нидерл.] — голландский политик и правительственный министр во время правления Людовика Бонапарта.